# 日爾基
49°16′38″N 34°18′33″E / 49.27722°N 34.30917°E
日爾基（烏克蘭語：Жирки），是烏克蘭中部的村莊，隸屬波爾塔瓦州的波爾塔瓦區。該村處於沃爾斯克拉河左岸，距離庫斯托洛維庫希0.5公里和扎切皮利夫卡2公里，2001年人口17。